# Steph Cook
Steph Cook (n. 7 februarie 1972, Irvine⁠(d), Scoția, Regatul Unit) este o sportivă ce a reprezentat Regatul Unit al Marii Britanii și al Irlandei de Nord, medaliată olimpică. A participat la o ediție a Jocurilor Olimpice (2000) în care a câștigat o medalie de aur.

## Participări
Lista de mai jos prezintă principalele competiții la care a participat Steph Cook de-a lungul carierei.
- modern pentathlon at the 2000 Summer Olympics – women's[*]